# Луканино (Юхновский район)
Луканино — деревня в Юхновском районе Калужской области. Входит в состав сельского поселения «Деревня Куркино».

## География
Деревня находится на западе Калужской области вблизи Смоленской области.
Расстояние до районного центра (город Юхнов) — 15 км, до Калуги — 114 км, до Москвы — 285 км.

### Улицы
В деревне имеются четыре улицы:
- ул. Заречная,
- ул. Любиловская,
- ул. Новая,
- ул. Ольховская.

## История
В 1965 г. Указом Президиума ВС РСФСР населенному пункту, образовавшемуся в результате объединения деревень Большое Любилово, Малое Любилово и Подолешье, присвоено наименование деревня Луканино, в память о Героях Советского Союза братьях Луканине Дмитрии Ефимовиче и Луканине Якове Ефимовиче.

## Население
| 2002 | 2010 |
| ---- | ---- |
| 76   | ↘72  |

## Знаменитые уроженцы
- Луканин, Дмитрий Ефимович (1901—1961)
- Луканин, Яков Ефимович (1901—1951)

## Достопримечательности
Обелиск в память о Якове Луканине на сельском кладбище.